# Église Saint-Maximin de Jarny
Pour les articles homonymes, voir église Saint-Maximin.
L'église Saint-Maximin de Jarny est une église de culte catholique située à Jarny, dans le département français de Meurthe-et-Moselle, en Lorraine.

## Description et histoire
C'est une église aux arcs gothiques mais aux murs épais.
Le chœur et l'abside datent de la fin du XIIIe siècle, tandis que la nef date du XVe siècle et a été allongée en 1766.
Séparé de la nef, le clocher a l'apparence d'un donjon : c'est en effet une des tours de l'ancienne enceinte fortifiée. Il a été modifié après son incendie par les troupes allemandes en 1914, durant la Première Guerre mondiale.
L'église contient des restes de fresques et un ensemble cohérent de vitraux réalisés dans les années 1920 par les ateliers Benoit Frères de Nancy, dont un vitrail rappelant la tragédie du 26 août 1914, et un autre représentant des mineurs au travail sous la protection de leur patronne sainte Barbe.
L'église a été inscrite aux monuments historiques par arrêté du 26 mars 1982.